# Frizzle Fry
Frizzle Fry es el álbum debut de la banda de Funk Metal estadounidense Primus, publicado en 1990 por el sello Caroline Records. El disco fue remasterizado en 2002 y publicado por Prawn Song Records con una pista extra titulada "Hello Skinny/Constantinople", una versión de las canciones "Hello Skinny" y "Constantinople" de la banda The Residents.

## Lista de canciones
Todas las letras escritas por Claypool, toda la música compuesta por Primus, excepto donde se indique. 
| N.º | Título                                                          | Música  | Guitarra | Duración |  |
| 1.  | «To Defy the Laws of Tradition»                                 |         | Huth     | 6:42     |  |
| 2.  | «Groundhog's Day»                                               |         | Huth     | 4:58     |  |
| 3.  | «Too Many Puppies»                                              |         |          | 3:57     |  |
| 4.  | «Mr. Knowitall»                                                 |         |          | 3:51     |  |
| 5.  | «Frizzle Fry»                                                   |         | Huth     | 6:04     |  |
| 6.  | «John the Fisherman»                                            |         | Huth     | 3:37     |  |
| 7.  | «You Can't Kill Michael Malloy» (interpretada por Matt Winegar) | Winegar |          | 0:25     |  |
| 8.  | «The Toys Go Winding Down»                                      |         |          | 4:35     |  |
| 9.  | «Pudding Time»                                                  |         | Huth     | 4:08     |  |
| 10. | «Sathington Willoughby»                                         |         |          | 0:24     |  |
| 11. | «Spegetti Western»                                              |         |          | 5:43     |  |
| 12. | «Harold of the Rocks»                                           |         | Huth     | 6:17     |  |
| 13. | «To Defy»                                                       |         | Huth     | 0:36     |  |

## Personal
- Les Claypool – bajo, voz
- Larry "Ler" LaLonde – guitarra
- Tim "Herb" Alexander – batería